# Notre-Dame-du-Parc

Notre-Dame-du-Parc este o comună în departamentul Seine-Maritime, Franța. În 1 ianuarie 2022 avea o populație de 185 de locuitori.